# Castelul Lány
Castelul Lány (în cehă zámek Lány) este un conac din Lány din Regiunea Boemia Centrală a Republicii Cehe. Clădirea actuală, construită la sfârșitul secolului al XV-lea, este situată pe locul unei fortărețe medievale. Clădirea original renascentistă a fost refăcută în secolul al XVII-lea în stil baroc înainte de a mai suferi în secolul al XX-lea alte modificări arhitecturale. Este reședința de vară a președintelui Republicii Cehe.

## Istorie timpurie
În Evul Mediu, pe locul actualului castel Lány exista o fortăreață de lemn.
La sfârșitul secolului al XV-lea, Rudolf al II-lea a dobândit pământurile ce împrejmuiau fortăreața istorică de la Lány, construind, pe locul fostei structuri, clădirea actuală cu scopul de a o folosi drept reședință de vânătoare. La începutul secolul al XVII-lea, Castelul Lány a fost renovat temeinic în stil baroc.
Castelul Lány a intrat mai târziu în posesia familiei Waldstein și, ulterior, Casei de Fürstenberg, o casă șvabă și princiară. În timpul posesiei de către Casa de Fürstenberg a fost construită o capelă conectată, Biserica Sfântului Nume al lui Iisus.

## Secolul al XX-lea

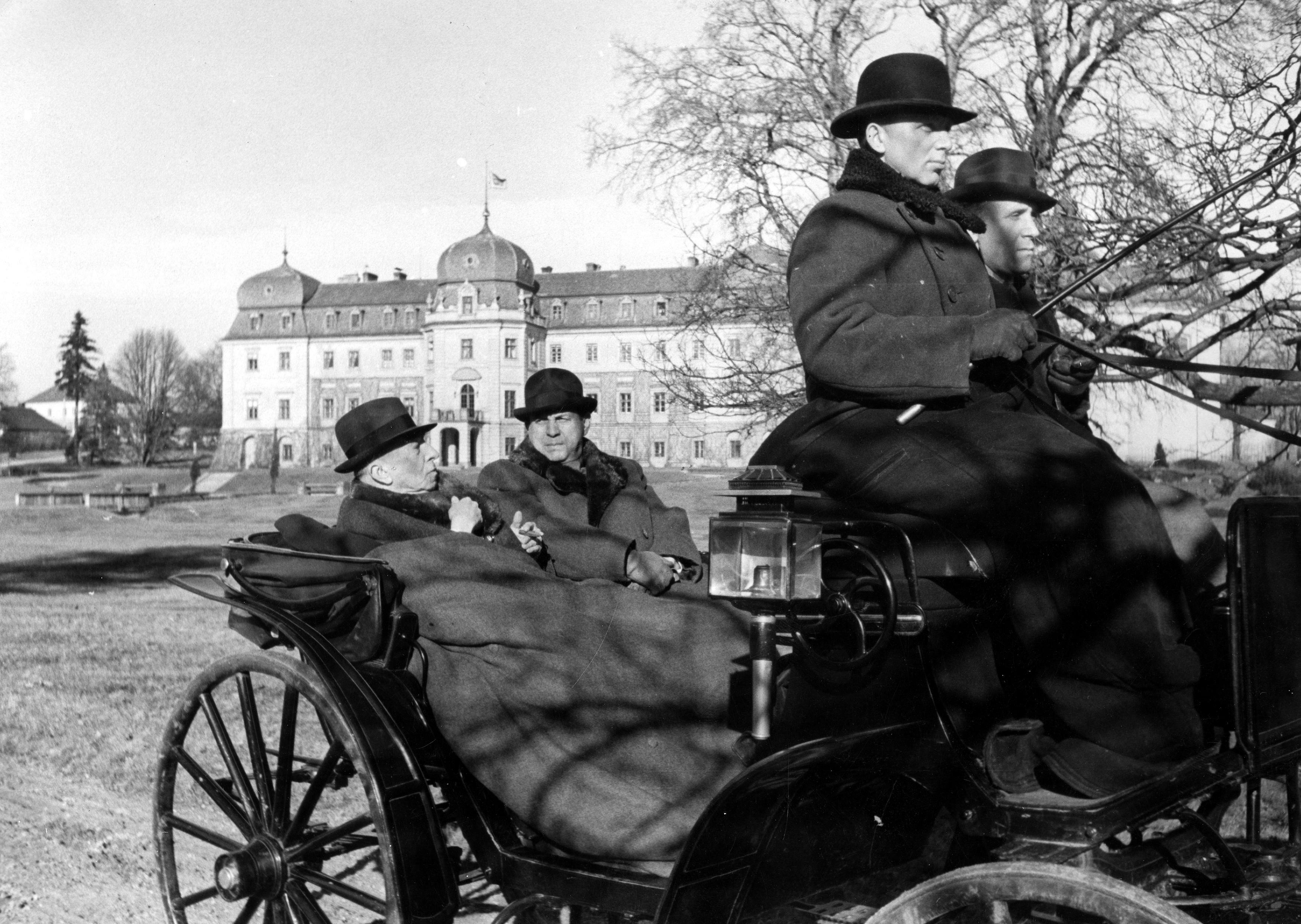
Emil Hácha pe pământurile Castelului Lány împreună cu August Adolf Popelka în 1944. În timpul celui de-Al Doilea Război Mondial, Castelul Lány a fost sediul președintelui de stat al Boemiei și Moraviei, în timp ce Cetatea din Praga a servit drept reședința protectorului.

Castelul Lány a fost renovat din nou în 1902. În 1921, Cehoslovacia, de curând independentă, a achiziționat proprietatea de la Casa de Fürstenberg pentru uz guvernamental. Amenajarea peisagistică a pământurilor clădirii a fost coordonată de Jože Plečnik care a proiectat fântâna castelului, care înfățișează cinci coloane dorice incrustate cu capete de lei reprezentând Boemia, Moravia, Silezia, Slovacia și Rutenia Carpatică.
Ca președinte al Cehoslovaciei, Tomáš Masaryk a folosit Castelul Lány drept propriul său loc de retragere la țară. Pe 20 decembrie 1935, la o săptămână după retragerea lui Masaryk, Adunarea Națională a promulgat unanim legislație ce îi acordă acestuia dreptul de a folosi castelul pentru tot restul vieții. Ulterior morții lui Masaryk din 1937, castelul a fost redesemnat drept reședința de vară a președintelui Cehoslovaciei, însă a fost folosit numai sporadic în acest scop.
În perioada Protectoratului Boemiei și Moraviei, Castelul Lány a servit drept sediul președinției protectoratului, în timp ce Cetatea din Praga a fost folosită ca reședința oficială a protectorului. Primul batalion al Armatei Guvernamentale a îndeplinit pe proprietate îndatoriri publice și de securitate.

## Istorie ulterioară

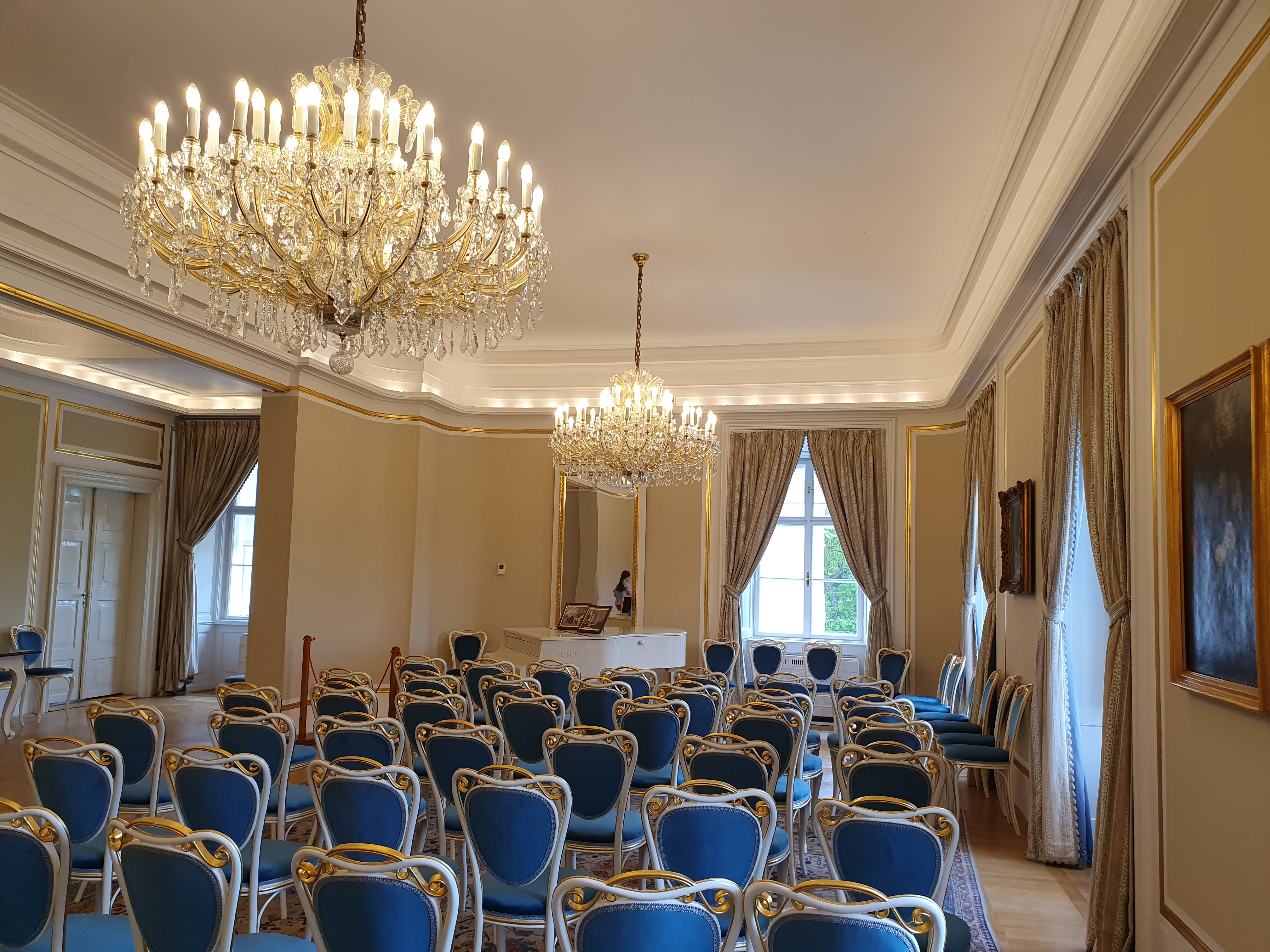
Salonul pentru concerte al castelului

Castelul Lány este folosit ca reședința de vară a președintelui Republicii Cehe. Printre vizitatorii notabili ai Castelului Lány de la crearea în 1993 a Republicii Cehe încoace se numără al 14-lea Dalai Lama, președintele Poloniei Lech Kaczyński, președintele Austriei Heinz Fischer, președintele Serbiei Aleksandar Vučić și alții. În 2019 a fost locul summitului Grupului de la Visegrád, iar în 2021, Petr Fiala a fost pus oficial în funcția de prim-ministru al Republicii Cehe la Castelul Lány, unde președintele Miloš Zeman se afla în convalescență la momentul respectiv.
Camerele de stat ale clădirii au fost deschise pentru prima oară pentru vizite publice în 2023.